# Santa Catarina (Guerrero)
Santa Catarina es una localidad del estado mexicano de Guerrero. Es parte del municipio de Chilapa de Álvarez.

## Toponimia
El nombre de la población hace referencia a la santa patrona de la localidad: Catalina de Alejandría.

## Demografía
| Gráfica de evolución demográfica |
|                                  |

| Censo | Población |
| ----- | --------- |
| 1900  | 532       |
| 1910  | 1 320     |
| 1921  | 502       |
| 1930  | 596       |
| 1940  | 660       |
| 1950  | 771       |
| 1960  | 887       |
| 1970  | 948       |
| 1980  | 1 297     |
| 1990  | 1 259     |
| 2000  | 1 231     |
| 2010  | 1 936     |
| 2020  | 1 462     |